# Халонен, Йонас
Йонас Тапани Халонен (норв. Jonas Tapani Halonen; род. 18 января 1995) — норвежский легкоатлет, специализирующийся в спринтерском беге.

## Биография
Выступал в полуфинале юниорского чемпионата Европы 2013 года в беге на 100 метров (20-е место).
В 2015 году стал одним из авторов национального рекорда среди молодёжи в эстафете 4×100 метров: на первенстве континента до 23 лет норвежцы заняли шестое место с результатом 40,04.
На чемпионате Европы 2016 года вместе с командой занял 10-е место в предварительном забеге эстафеты и не пробился в финал.
Имеет гражданство двух стран, Норвегии и Финляндии. Выступает за клубы Tyrving IL из Осло и Turun Urheiluliittoa из Турку.

## Основные результаты
| Год  | Турнир                          | Место проведения      | Дисциплина       | Место       | Результат |
| ---- | ------------------------------- | --------------------- | ---------------- | ----------- | --------- |
| 2013 | Чемпионат Европы среди юниоров  | Риети, Италия         | 100 м            | 20-е (1/2)  | 10,88     |
| 2015 | Командный чемпионат Европы      | Чебоксары, Россия     | эстафета 4×100 м | —           | DQ        |
| 2015 | Чемпионат Европы среди молодёжи | Таллин, Эстония       | эстафета 4×100 м | 6-е         | 40,04     |
| 2016 | Чемпионат Европы                | Амстердам, Нидерланды | эстафета 4×100 м | 10-е (заб.) | 39,35     |